# Lithacodia holophaea
Lithacodia holophaea là một loài bướm đêm trong họ Noctuidae.